# Hrabstwo Richland (Ohio)
Hrabstwo Richland (ang. Richland County) – hrabstwo w stanie Ohio w Stanach Zjednoczonych. Obszar całkowity hrabstwa obejmuje powierzchnię 500,33 mil2 (1 295,85 km²). Według danych z 2010 r. hrabstwo miało 124 475 mieszkańców. Hrabstwo powstało 1 marca 1808 roku.

## Sąsiednie hrabstwa
- Hrabstwo Huron (północ)
- Hrabstwo Ashland (wschód)
- Hrabstwo Knox (południe)
- Hrabstwo Morrow (południowy zachód)
- Hrabstwo Crawford (zachód)

## Miasta
- Galion
- Mansfield
- Ontario
- Shelby

## Wioski
- Bellville
- Butler
- Lexington
- Lucas
- Plymouth
- Shiloh